# سوین‌تون، گریتر منچستر
سوین‌تون (به انگلیسی: Swinton) یک شهرک در بریتانیا است که در سالفورد واقع شده‌است. سوین‌تون ۲۲٬۹۳۱ نفر جمعیت دارد.